# Abalak (Departement)
Abalak ist ein Departement in der Region Tahoua in Niger.

## Geographie
Das Departement liegt im Zentrum des Landes. Es besteht aus der Stadtgemeinde Abalak und den Landgemeinden Akoubounou, Azèye, Tabalak und Tamaya. Der namensgebende Hauptort des Departements ist Abalak.
Die Jagdzone von Abalak ist eines der von der staatlichen Generaldirektion für Umwelt, Wasser und Forstwirtschaft festgelegten offiziellen Jagdreviere Nigers.

## Geschichte
Der seit den 1960er Jahren bestehende Verwaltungsposten (poste administratif) von Abalak wurde 1998 im Rahmen einer landesweiten Verwaltungsreform aus dem Departement Tchintabaraden herausgelöst und zum eigenständigen Departement erhoben. Die Gliederung des Departements in Gemeinden besteht seit dem Jahr 2002. Zuvor bestand es aus dem städtischen Zentrum Abalak und einer Restzone.

## Bevölkerung

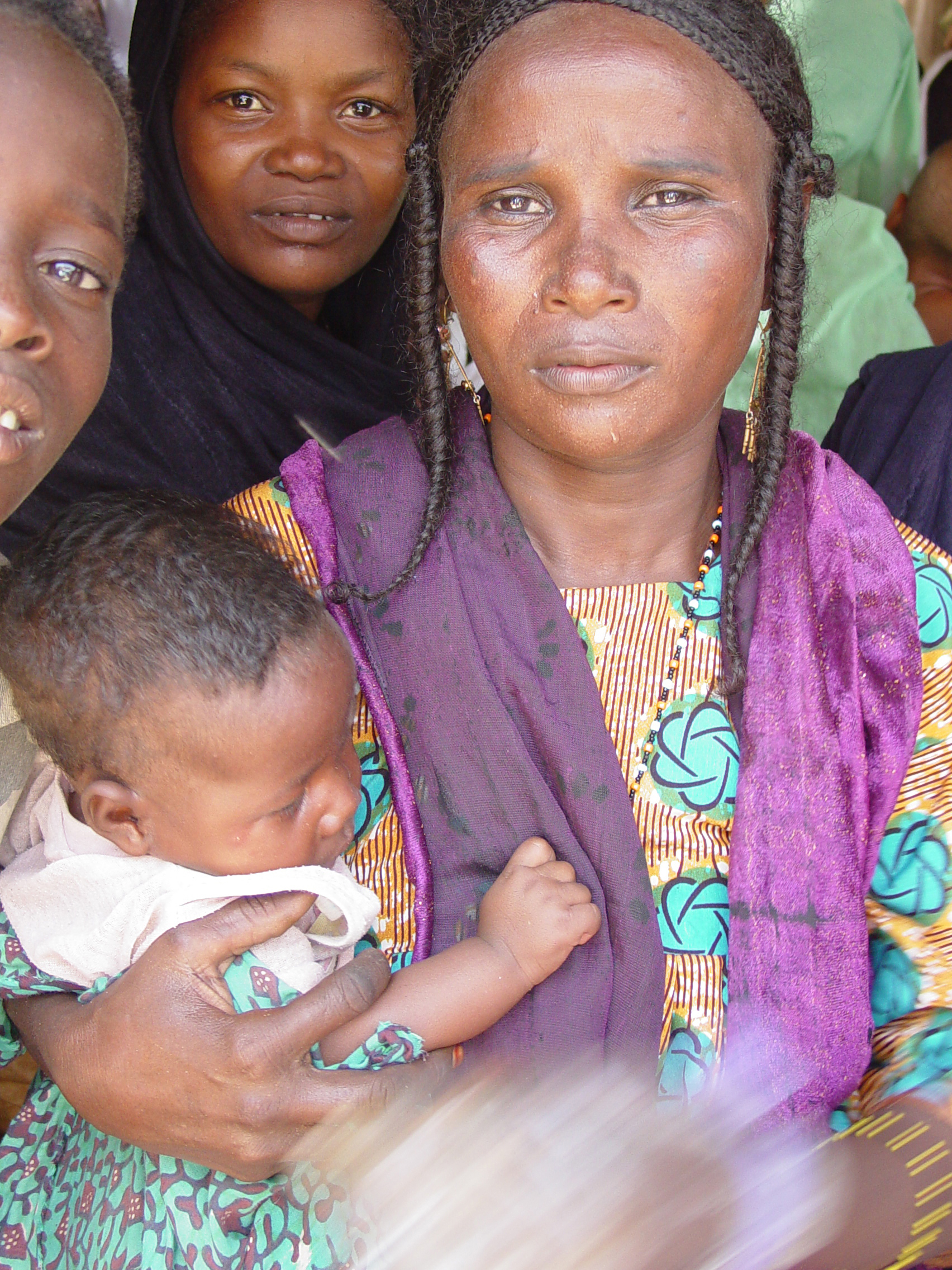
Tuareg in Akoubounou im Departement Abalak

Das Departement Abalak hat gemäß der Volkszählung 2012 256.301 Einwohner. Bei der Volkszählung 2001 waren es 80.955 Einwohner. Dies entspricht von 2001 bis 2012 einem durchschnittlichen jährlichen Bevölkerungswachstum von 10,5 % (landesweit: 3,9 %).

## Verwaltung
An der Spitze des Departements steht ein Präfekt (französisch: préfet), der vom Ministerrat auf Vorschlag des Innenministers ernannt wird.
| Amtszeit                      | Name                                  |
| ----------------------------- | ------------------------------------- |
| …                             |                                       |
| 15. Apr. 2010 – 3. Jun. 2011  | Alhassane Aboubakari                  |
| 3. Jun. 2011 – 29. Jul. 2016  | Abdou Salamou                         |
| 29. Jul. 2016 – 4. Dez. 2020  | Mohamed Idder (alias Mahamadou Idder) |
| 4. Dez. 2020 – 8. Nov. 2021   | Roumar Mansouroune                    |
| 8. Nov. 2021 – 30. Nov. 2022  | Adamou Idé                            |
| 30. Nov. 2022 – 24. Aug. 2023 | Idi Baoutchi                          |
| seit 24. Aug. 2023            | Amadou Almou                          |